# David King (Chemiker)

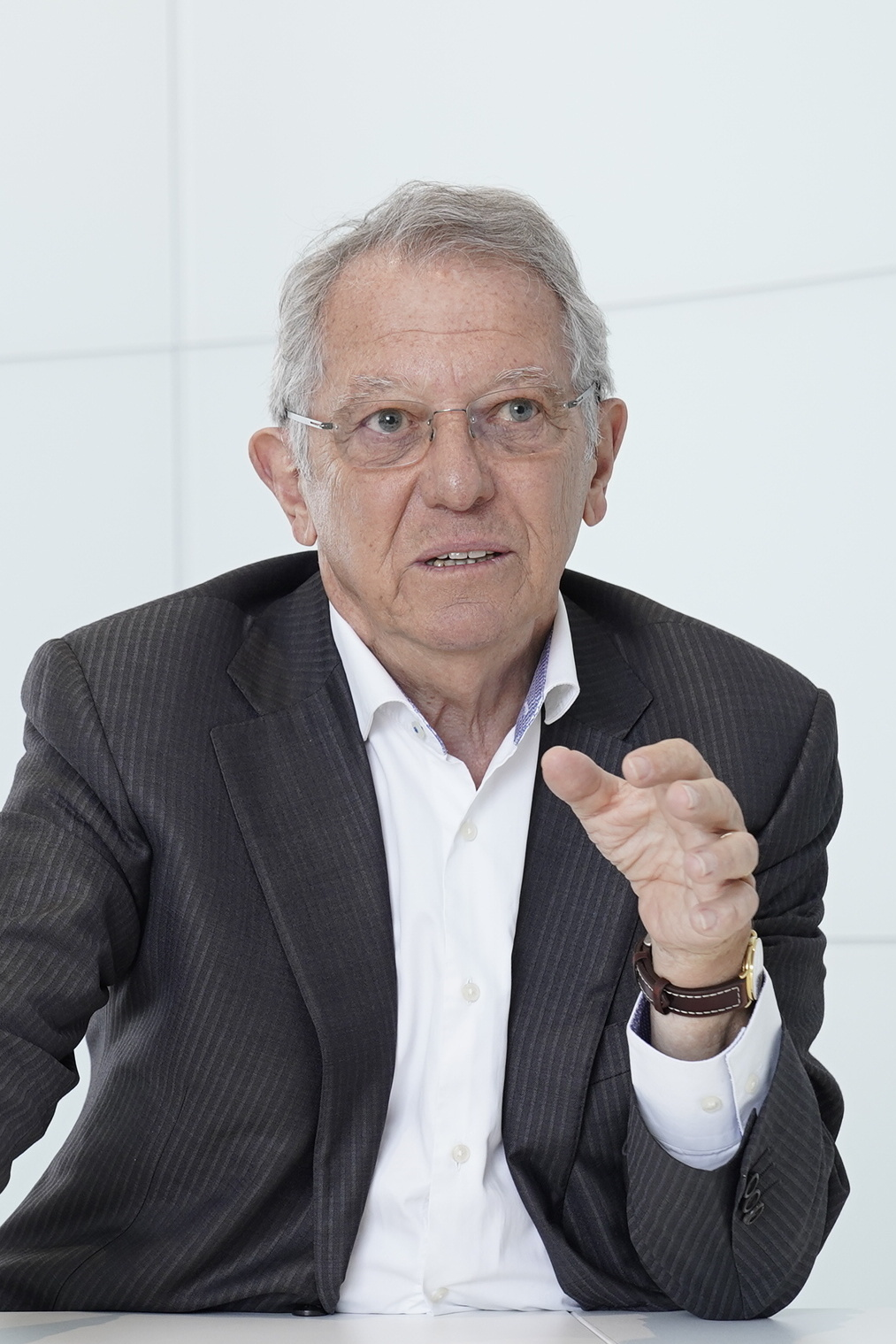
David King (2020)

Sir David Anthony King (* 12. August 1939 in Südafrika) ist ein britischer Chemiker und Hochschullehrer. Von 2000 bis 2007 war er wissenschaftlicher Chefberater der britischen Regierung. Seit September 2013 ist er ständiger Berater des britischen Außenministeriums zu Fragen der globalen Erwärmung.

## Leben
King studierte an der Witwatersrand-Universität und war in seiner Jugend in der Anti-Apartheid-Bewegung aktiv. Nach wissenschaftlichen Tätigkeiten an der Witwatersrand-Universität, dem Imperial College und der University of East Anglia erhielt er im Jahr 1974 eine Professur für Physikalische Chemie an der University of Liverpool. Im Jahr 1988 wurde er Professor für Physikalische Chemie an der University of Cambridge. Von 1993 bis 2000 war er Leiter des dortigen Instituts für Chemie, und parallel von 1995 bis 2000 Leiter des Downing College. Von 2000 bis 2010 war er Forschungsdirektor des Instituts für Chemie.
Im Jahr 2000 wurde er in Nachfolge von Sir Robert May zum wissenschaftlichen Chefberater (Chief Scientific Adviser, CSA) des britischen Premierministers und Leiter des Government Office for Science berufen. In dieser Funktion, die er bis Ende 2007 innehatte, machte er verschiedene Regierungen (u. a. die USA, Russland, China und Japan) auf die Notwendigkeit von Klimaschutzmaßnahmen und die Unterzeichnung des Kyoto-Protokolls aufmerksam. Gemeinsam mit Hans Joachim Schellnhuber erlangte er hierbei auch die Unterstützung von Königin Elisabeth II. Zudem war King maßgeblich an der Gründung des Energy Technologies Institute beteiligt.
Seit Januar 2008 ist King Direktor der neu gegründeten Smith School of Enterprise and the Environment an der University of Oxford, und seit Dezember 2009 Kanzler der University of Liverpool.
King ist Direktor des Collegio Carlo Alberto, Mitglied der Climate Change Task Force und Wissenschaftsberater der Schweizer Investmentbank UBS. Er ist zudem Wissenschaftsberater von Ruandas Präsident Paul Kagame sowie Berater von EU-Kommissaren zum wissenschaftlichen Aufbau in Afrika. Seit September 2013 ist er Klimaberater des britischen Außenministers William Hague. Seit 2021 ist er Vorsitzender der Beratergruppe Climate Crisis Advisory Group (CCAG), die für die 4Rs eintritt: Reduktion von Emissionen; Removieren von Treibhausgasen; Reparatur der Ökosysteme; Resilienz bzgl. unvermeidbarer Auswirkungen der Klimakrise. Die Reduktion von Emissionen allein sei nicht länger ausreichend.
King ist Autor von über 500 wissenschaftlichen Fachartikeln.

## Haltung zur Globalen Erwärmung
King hält die globale Erwärmung für das wichtigste Thema, dem unsere Zivilisation bisher begegnet ist. Die Bedrohung durch die globale Erwärmung sei aus seiner Sicht erheblich größer als die Bedrohung durch den internationalen Terrorismus. Im Jahr 2004 kritisierte er die US-amerikanische Regierung unter George W. Bush, dass sie der Herausforderung der globalen Erwärmung nicht gerecht werde. King betont die Notwendigkeit der Umstellung von fossilen Energieträgern auf CO2-„arme“ Formen wie Sonnen- und Kernenergie.

## Auszeichnungen und Mitgliedschaften
King ist seit 1991 Mitglied der Royal Society, seit 1998 Ehrenmitglied der Indian Academy of Sciences, und seit 2002 Ehrenmitglied der American Academy of Arts and Sciences. 1997 erhielt er den Liversidge Award der Royal Society of Chemistry. Im Jahr 2003 wurde er von Königin Elisabeth II. für seine wissenschaftlichen Leistungen zum Knight Bachelor geschlagen. Im Jahr 2009 erhielt er für seine Arbeiten zum Klimawandel und die Aushandlung einer internationalen Übereinkunft zum ITER Fusionsreaktor vom französischen Präsidenten die Auszeichnung Officier dans l'ordre national de la Légion d’Honneur.
2022 erhielt er von der American Association for the Advancement of Science den Preis für Wissenschaftsdiplomatie (Award for Science Diplomacy), den er in einem Gespräch mit Nate Hagens als die Auszeichnung bezeichnete, auf die er am meisten stolz sei. King erhielt insgesamt 22 Ehrentitel von Universitäten aus verschiedenen Ländern.

## Werke
- David King, Gabrielle Walker: Ganz heiß. Die Herausforderungen des Klimawandels. Berlin Verlag, Berlin 2008, ISBN 978-3-8270-0766-7.
- Oliver Inderwildi, David King: Energy, Transport, & the Environment. Springer Verlag, London, New York, Heidelberg, ISBN 978-1-4471-2716-1 (englisch, springer.com).